# Saint-Jean-Trolimon
Saint-Jean-Trolimon (tiếng Breton: Sant-Yann-Drolimon) là một xã của tỉnh Finistère, thuộc vùng Bretagne, miền tây bắc Pháp.

## Dân số
Người dân ở Saint-Jean-Trolimon được gọi là Trolimonais.